# Schnellboot-Kriegsabzeichen

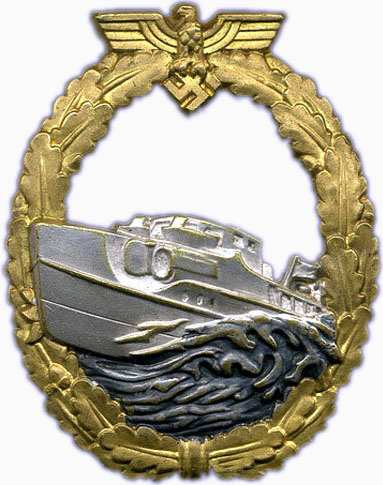
Schnellboot-Kriegsabzeichen (1. Form)

Schnellboot-Kriegsabzeichen (2. Form)

Abbildung des Schnellboot-Kriegsabzeichens in der 57er Version

Das Schnellboot-Kriegsabzeichen wurde am 30. Mai 1941 vom Oberbefehlshaber der Kriegsmarine (OBdM) Großadmiral Erich Raeder für Schnellboot-Besatzungen gestiftet.

## Stiftungserlass
Der Stiftungserlass zum Schnellboot-Kriegsabzeichen wurde am 30. Mai 1941 im Reichsgesetzblatt veröffentlicht. Der voller Wortlaut lautete:
- 1. Mit seemännischer Kühnheit und rücksichtslosen Einsatzwillen haben unsere Schnellboote viele erfolgreiche Vorstösse gegen den Feind unternommen und im schneidigen Angriffsfahrten manches britisches Kriegs- und Handelsschiff auf den Meeresboden geschickt. In Anerkennung dieser Taten ordne ich die Einführung eines Schnellboot-Kriegsabzeichens an.
- 2. Das Abzeichen kann den Schnellbootsbesatzungen (einschließlich der gefallenen oder verstorbenen Soldaten und sonstigen berechtigten Anwärtern) verliehen werden. Die Verleihung erfolgt durch den Führer der Torpedoboote.
- 3. Das Abzeichen wird zur Uniform wie das U-Boot-Kriegsabzeichen 1939 getragen.

## Verleihungsbedingungen
Die Verleihungsbedingungen wurden im Marineverordnungsblatt vom 17. Juni 1941 veröffentlicht, die da heißen:
- I. Allgemeine Bedingungen
  - Würdigkeit, gute Führung.
- II. Besondere Bedingungen
  - a) Bewährung auf mindestens 12 Feindfahrten,
  - b) von der unter a) festgesetzten Bedingung kann abgewichen werden:
    - 1. wenn einzelne Feindfahrten besonders erfolgreichen waren oder der einzelne Soldat sich hierbei besonders ausgezeichnet hat oder gefallen ist.
    - 2. bei Verlust eines Bootes durch Feindeinwirkung und in besonderen Fällen bei Verwundung.
- III. Ferner kann das Abzeichen verliehen werden:
  - Verstorbenen, die die Voraussetzungen unter II a) erfüllt oder annähernd erfüllt haben, wenn ihr Tod die Folge einer Verwundung, eines Unglücksfalls oder einer Erkrankung ist, die sie während einer Feindfahrt erlitten bzw. sich zugezogen haben.
- IV. Der Führer der Torpedoboote wird ermächtigt, die vorstehend gegebenen Bedingungen zu ergänzen.

## Erweiterte Verleihungsbedingungen

### 18. Dezember 1941
- 1. Im Austausch gegen das Zerstörerkriegsabzeichen:
  - a) Ehemalige Schnellbootsfahrer, die allein für ihre Schnellbootsunternehmungen mit dem Zerstörer-Kriegsabzeichen beliehen wurden, erhalten auf Antrag das Schnellboot-Kriegsabzeichen.
  - b) Ehemalige Schnellbootsfahrer, die das Zerstörer-Kriegsabzeichen aufgrund von Unternehmungen auf Torpedobooten oder Zerstörern und Schnellbooten erhalten haben, können auf Antrag das Schnellboot-Kriegsabzeichen erhalten, wenn sie bei der Mehrzahl der Unternehmungen auf Schnellbooten eingesetzt waren.
- 2. Zusätzlich zum Zerstörerkriegsabzeichen
  - a) Ehemalige Schnellbootsfahrer, die bereits mit dem Zerstörer-Kriegsabzeichen ausgezeichnet waren, als sie zur Schnellbootswaffe traten, können zusätzlich mit dem Schnellboot-Kriegsabzeichen beliehen werden, wenn sie die Bedingungen erfüllt haben.

### 7. April 1942
Zum 2. Jahrestag der Besetzung Norwegens befahl der Oberbefehlshaber der Kriegsmarine folgende Verleihungserweiterung: ... dass in Würdigung überragender Bedeutung des Unternehmens und in Anerkennung wagemutigen Einsatzes aller beteiligten Schlachtschiffe und Kreuzer die Norwegenunternehmung als besonders erfolgreiche Unternehmung im Sinne der Verleihungsbedingungen für das Schnellboot-Kriegsabzeichen anzusehen ist. Damit haben alle Teilnehmer (Besatzungsangehörige) an der Norwegenbesetzung auf den nachstehend genannten Schlachtschiffen und Kreuzern die Verleihungsbedingungen für das Schnellboot-Kriegsabzeichen erfüllt:
- Schlachtschiff Scharnhorst
- Schlachtschiff Gneisenau
- Schwerer Kreuzer Lützow
- Schwerer Kreuzer Admiral Hipper
- Leichter Kreuzer Köln
- Leichter Kreuzer Emden
- Leichter Kreuzer Karlsruhe
- Leichter Kreuzer Königsberg

Anlässlich dieser Feier erhielten alle Teilnehmer der Norwegen-Besetzung, die dabei auf Schnellbooten gedient hatten, das Schnellboot-Kriegsabzeichen, soweit sie es noch nicht bereits zuvor verliehen bekommen hatten.

### 28. Januar 1943
Am genannten Tag, erfolgte schließlich die Einführung der 2. Form des Schnellboot-Kriegsabzeichens. Der Wortlaut im Marineverordnungsblatt hieß:
Das gemäß Vorgang gestiftete Schnellboot-Kriegsabzeichen ist nach dem Vorschlägen der Front mit Genehmigung des Oberbefehlshabers der Kriegsmarine geändert worden. Siegelmuster werden den Marinebekleidungsämtern in Kürze übersandt werden. Bei künftigen Verleihungen ist das neue Muster auszuhändigen. Ein Austausch der bereits verliehenen Abzeichen findet nicht statt.

## Schnellboot-Kriegsabzeichen mit Brillanten

Schnellboot-Kriegsabzeichen mit Brillanten (Replik)

Nach Verleihung des Eichenlaubes zum Ritterkreuz des Eisernen Kreuzes war es in der Kriegsmarine üblich, das zuvor verliehene entsprechende Kampfabzeichen mit Brillanten zu verleihen. Es sind acht Verleihungen nachweisbar. Am 13. November 1942 erfolgte dann erstmals die Verleihung des Schnellboot-Kriegsabzeichens mit Brillanten.
Folgende Personen wurden beleghaft ausgezeichnet:
- Kapitänleutnant Werner Töniges am 13. November 1942
- Kapitänleutnant Siegfried Wuppermann am 14. April 1943
- Korvettenkapitän Friedrich Kemnade am 27. Mai 1943
- Korvettenkapitän Georg-Stuhr Christiansen am 13. November 1943
- Korvettenkapitän Bernd Klug am 1. Januar 1944
- Korvettenkapitän Klaus Feldt am 1. Januar 1944
- Kapitän zur See Rudolf Petersen am 13. Juni 1944
- Kapitänleutnant Götz Freiherr von Mirbach am 14. Juni 1944

### Trivia
1965 tauchte in Berlin eine andere Form dieses Abzeichens auf. Hier war kein Durchbruch zwischen Kranz und Boot vorhanden, wodurch das Abzeichen eine massive Scheibe wurde. Auf der Rückseite war Hitlers handschriftliche Signatur eingraviert. Diese Ausführung (Bronze-feuervergoldet) ist ein zeitgenössisches Original, das aber wohl nie verliehen wurde. Gefunden wurde es angeblich in den Trümmern des Oberkommando der Kriegsmarine.

## Trageweise
Das Schnellboot-Kriegsabzeichen wurde als Steckabzeichen auf der linken Brustseite in und außer Dienst zu allen Uniformen der Wehrmacht getragen. Er konnte auch zu allen Uniformen der Partei und des Staates getragen werden. Zur bürgerlichen Kleidung durfte eine verkleinerte Form (16 mm Nadel) der Auszeichnung am linken Rockaufschlag getragen werden. Bei Festanlässen war ein dementsprechender Miniaturanhänger zum Frackkettchen bzw. Chatelaine statthaft.

## Sonstiges
Laut Gesetz über Titel, Orden und Ehrenzeichen vom 26. Juli 1957 ist das Tragen der Auszeichnung in der Bundesrepublik Deutschland nur ohne nationalsozialistische Embleme gestattet.